# Franz von Sales-Heimvolksschule Niedernfels
Die Franz von Sales Schule Niedernfels ist eine staatlich anerkannte private Grund- und Hauptschule im Pädagogischen Zentrum Schloss Niedernfels, einem Schloss im Dorf Niedernfels westlich von Marquartstein im Chiemgau. Die Anlage ist unter der Aktennummer D-1-89-129-15 als denkmalgeschütztes Baudenkmal von Niedernfels verzeichnet. Ebenso wird sie als Bodendenkmal unter der Aktennummer D-1-8240-0125 im Bayernatlas als „untertägige mittelalterliche und frühneuzeitliche Befunde im Bereich von Schloss Niedernfels und seiner Vorgängerbauten mit zugehörigem Wirtschaftshof und barocker Gartenanlage“ geführt.

## Geschichte

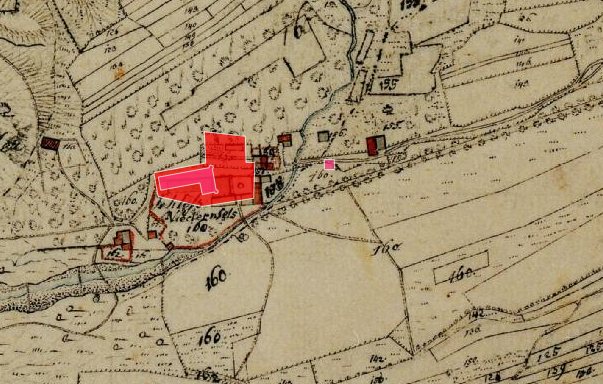
Lageplan von Schloss Niedernfels auf dem Urkataster von Bayern

Um das Jahr 988 wird ein Herrensitz in Niedernfels erwähnt. 1568 wurde das Schloss von seinem neuen Besitzer Augustin von Aham auf Valley in seiner jetzigen Form im Renaissance-Stil erbaut und wegen seiner „niedrigen Lage“ „Niedernfels“ genannt. 1639 erwarb Rennerus von Fossa das Schloss, das in den folgenden Jahrhunderten oft seinen Besitzer wechselte. Der rund 20 Meter hohe quadratische Schlossbau mit den zwei achteckigen Türmen wurde 1808 um einen vierstöckigen Anbau erweitert. Zur Zeit des Nationalsozialismus diente das Schloss als sogenannte Gauführerschule des Gaus München-Oberbayern.
1954 ging Schloss Niedernfels in den Besitz des Konvents der Schwestern von der Heimsuchung Mariä über. 1955 wurden Volksschule und Internat eröffnet. 1972 erfolgte die Eröffnung eines Tagesheims für Buben und Mädchen. 1997 übernahm die Katholische Jugendfürsorge der Erzdiözese München und Freising e. V. die Trägerschaft des heutigen Pädagogischen Zentrum Schloss Niedernfels. 1998 folgte die Eröffnung einer heilpädagogischen Tagesheimgruppe und zwei weiterer heilpädagogisch orientierter Schülerheimgruppen. 2001 kam es zum Umbau im gesamten Schloss. 2004 wurde ein Ganztagesangebot für die Jahrgangsstufen 7 bis 9 eingeführt. Eine neue Turnhalle konnte 2006 eingeweiht werden. Im Jahr 2009 zog die Franz-von-Sales-Schule in ein hochwertig ausgestattetes Gebäude.

## Leitbild
Die Franz-von-Sales-Schule ist eine inklusive Regelschule mit einem breit gefächerten Betreuungsangebot. Sie versteht sich als katholische Einrichtung und orientiert sich in ihrer Arbeit und im Umgang miteinander an christlichen Werten. Grundvoraussetzung für ein Gelingen der Arbeit ist eine offene konstruktive Zusammenarbeit aller Beteiligten sowohl intern als auch mit den Fachstellen außerhalb der Einrichtung.

## Besondere Angebote
Die Schule ist Teil des Pädagogischen Zentrum Schloss Niedernfels. Neben der Schule bietet das Pädagogische Zentrum Schloss Niedernfels ein Internat und sozialpädagogische Wohngruppen sowie ein umfassendes Tagesbetreuungsangebot.
Das Internat umfasst eine klassische Internatsgruppe mit 18 Kindern und Jugendlichen ab der 5. Jahrgangsstufe. Die sozialpädagogischen Wohngruppen beherbergen insgesamt vier Gruppen zu je zwölf Kindern und Jugendlichen von der 1. bis zur 10. Jahrgangsstufe.
Im angeschlossenen Hortbereich werden in vier Gruppen etwa jeweils 20 Kinder und Jugendliche ganzheitlich durch Betreuung, Erziehung und Bildung gefördert. Dabei stehen auch bis zu 15 integrative Hortplätze zur Verfügung.
Besonders zu erwähnen ist die mehrfach preisgekrönte Küche der Einrichtung: Von 144 Betrieben, die aus ganz Bayern an dem Wettbewerb „Essen pro Gesundheit“ teilgenommen hatten, belegte in der Kategorie Vollverpflegung das Pädagogische Zentrum Schloss Niedernfels den 1. Platz. Bewertet wurden u. a. das Essensangebot unter ernährungsphysiologischen Gesichtspunkten, die fettsparende und nährstoffschonende Zubereitung sowie gesundheitsfördernde Aktionen.